# Gani Bobi
Gani Bobi (in serbo Гани Боби?; Lubenic, 20 novembre 1943 – 17 luglio 1995) è stato un filosofo e sociologo albanese della Jugoslavia Federale Democratica, più precisamente della regione del Kosovo.
Nacque a Lubenic, nella provincia di Pejë. Nel 1981, divenne uno dei primi professori albanesi di sociologia e filosofia, all’Università di Pristina. Nel 1986, conseguì il dottorato in sociologia alla Università di Belgrado, dopo aver terminato i suoi studi di lingua e letteratura all’Università di Pristina. Visse a Pristina. Le sue pubblicazioni sono state pubblicate in cinque volumi, con il nome Vepra. Tra le sue principali pubblicazioni ci sono Sprovimet e modernitetit (1982), Paradoks kulturor (1986) e Konteksti i vetëkulturës (1994), alcune delle quali sono state tradotte in inglese e serbo.
Il centro di Studi Sociali, Gani Bobi, fondato da Shkëlzen Maliqi, ha preso il suo nome.
Nel 1994, nell’ultimo periodo della sua vita, lavorò come redattore di filosofia, sulla rivista Koha, pubblicata a Pristina.
La scultura, Le donne di Lybeniq, di Agim Çavdarbasha, mostra delle donne, che si sporgono per vedere il funerale di Gani Bobi.